# Diocèse de Sokodé
Le Diocèse de Sokodé (Dioecesis Sokodensis) est une Église particulière de l'Église catholique au Togo, dont le siège est à Sokodé à la cathédrale Sainte-Thérèse-de-l'Enfant-Jésus.

## Évêques
L'évêque actuel est Mgr Célestin-Marie Gaoua depuis le 3 janvier 2016.

## Territoire
Il se situe dans la région centrale, chef-lieu : Sokodé.

## Histoire
L’évangélisation du Togo a commencé par la Société du Verbe Divin en août 1882 à Lomé. Mais il faut attendre 1913, année à laquelle Mgr Schönig entreprit la fondation d’Aledjo Kadara (en) qui ouvre en quelque sorte une porte sur le Nord du Togo. En effet, l’habitation fut construite, les missionnaires ont commencé la construction de l’école qui allait aussi servir de chapelle.
Le 18 mai 1937 est érigée la préfecture apostolique de Sokodé depuis le vicariat apostolique du Togo. Mgr Joseph-Paul Strebler (SMA) en est le premier ordinaire. Quant à son apostolat dans la Préfecture, il fut fidèle à l’apostolat traditionnel auprès de la jeunesse : les écoles catholiques, les cours d’instruction religieuse dans les écoles officielles.
Le 13 septembre 1943, les Sœurs missionnaires de Notre-Dame des Apôtres arrivent à Sokodé où elles ouvrent une école primaire pour les filles et une école ménagère. A cette époque, 1 314 élèves fréquentent les écoles de la mission et sur les 2 133 élèves des écoles officielles, 1 306 suivaient le cours d’instruction religieuse.
Par le décret du pape Pie XII le 14 septembre 1955, elle est élevée au rang de diocèse et Mgr Lingenheim en fut le premier évêque. Mgr Lingenheim pense que les écoles demeurent un point essentiel de l’apostolat missionnaire. Elles reçoivent 9 067 élèves ; chaque année de nouvelles classes s’ouvrent et les maîtres se forment à l’école Normale de Togoville.
Le 1er mars 1960, la préfecture apostolique de Dapango en est détachée et, le 1er juillet 1994, le diocèse de Kara.
Le 9 août 1965, Mgr Chrétien Bakpessi fut nommé premier évêque autochtone de Sokodé. Il fut intronisé le 16 janvier 1966. Considérant que la famille doit être le premier lieu du témoignage de vie, il en fait la base de sa pastorale. 
Sacré évêque le 7 août 1993, Mgr Ambroise Kotamba Djoliba a pris possession de sa cathédrale le 8 août de la même année et le 1er juillet 1994, le diocèse subit un second démembrement qui donne lieu à la création du diocèse de Kara. Mgr  Ambroise Djoliba se propose de continuer dans la ligne de son prédécesseur en sauvegardant les acquis en donnant une nouvelle poussée dans tous les secteurs pastoraux.
Le 3 janvier 2016, Mgr Célestin-Marie Gaoua a été nommé 4ème Evêque du diocèse de Sokodé. Son ordination épiscopale et son intronisation eurent lieu le 5 mars 2016. Mgr Célestin-Marie Gaoua veut se laisser porter dans l’exercice de son ministère épiscopal par toute la " dynamique pastorale " de l’année jubilaire de la Miséricorde proclamée par le pape François. Pour cela sa devise épiscopale est : Ad Misericordiae Servitium qui se traduit " En vue du Service de la Miséricorde " ou " Au Service de la Miséricorde ".

## Services et institutions

### Œuvres
- Direction diocésaine des œuvres (D.D.O.)
- Organisation de la charité pour un développement intégral (OCDI)
- Œuvres pontificales missionnaires (O.P.M.)
- Commission diocésaine ‘Justice et Paix’
- Pastorale des vocations.
- Formation des catéchistes.
- Formation des ministres extraordinaires de l'eucharistie
- Comité de coordination de  l'action catholique des jeunes (CCACJ)
- Comité de coordination de l'action catholique des adultes (CCACA)
- Apostolat biblique
- Renouveau charismatique
- Moyens de communications sociales : Radio Sainte Thérèse 90.5 FM[5]

### Aumôneries
- Aumôneries scolaires
- Aumônerie Nationale des prisons
- Aumônerie  de la Prison Civile de Sokodé
- Aumônerie de l’Hôpital Régional de Sokodé
- Aumônerie des CV-AV.
- Aumônerie de la J.E.C.
- Aumônerie de la J.A.C.
- Aumônerie du Groupe Jésus Miséricordieux
- Equipes Enseignantes
- Equipes Notre-Dame
- Association Catholique des Veuves
- Enfants de Lumière

### Centre culturel
- Centre Culturel St Augustin de Sokodé[6]

### Centres de santé
- Centre de Santé ‘Espérance’ de Sokodé-Kulundè
- Centre de Santé ‘Vie et Santé’ d’Alédjo
- Centre de Santé ‘Daza-Esso’ Sokodé-Akamadè.
- Centre de Santé  Nazareth de Sokodé-Komah.
- Centre de Santé St Damien
- Centre de Santé de Sada
- Centre de Santé d’Amaoudè
- Léproserie N.D.A. de Kolowaré
- CERFAO-NDA (Centre de Rééducation Fonctionnelle et d’Appareillage Orthopédique)
- Centre Médical du Puits de Jacob, « La Source »
- Hôpital pédiatrique de Kaboli
- Centre de promotion féminine ‘St Joseph’ de Sokodé-Kédia

### Autres
- Nouveau Garage « Secours Catholique »
- Menuiserie, École Professionnelle
- Ferme Agro Pastorale de Bila
- Orphelinat Notre-Dame de l’Eglise
- Ensemble pour la Vie (EPV)

## Personnalité
Le Père  Bernard Bardouillet (1937-2020), son apostolat au Togo sera principalement celui du service paroissial, à la paroisse cathédrale de la Sainte Famille à Atakpamé, à Anié, Tomégbé, Pagala, Klikamé-Lomé et celui de l’accompagnement des jeunes séminaristes du Diocèse d'Atakpamé . Depuis 2003, il assurait une présence comme aumônier et animateur au Centre Renaissance, pour la réinsertion des prisonniers récidivistes, à Yao Kopé dans le diocèse de Sokodé. Il s’occupait en même temps, avec une grande joie, des communautés catholiques de plusieurs villages et notamment de celle de Yao-Kopé qu’il dota d’une belle petite église dédiée à Notre Dame de l’Assomption. Manipulant avec facilité et joie la langue Éwe, il s’est aussi initié au Kabiè.